# Johannes Zweytick
Johannes Zweytick (* 24. Mai 1961 in Wagna, Steiermark) ist ein österreichischer Winzer und Politiker. Zweytick war von 1994 bis 2008 Abgeordneter zum Nationalrat (ÖVP) und 1999 bis 2014 Bürgermeister von Ratsch an der Weinstraße. Seit 2022 ist er Bürgermeister der Nachfolgegemeinde Ehrenhausen an der Weinstraße.

## Biografie
Nach Pflichtschulbesuch in Ratsch und Gamlitz erfolgt die weitere Ausbildung an der landwirtschaftlichen Fachschule Silberberg für Wein- und Obstbau 1976–1979, die Meisterprüfung zum Weinbau- und Kellermeister erfolgt 1983.
1999 wurde er Bürgermeister der Gemeinde Ratsch.
In der XIX. Legislaturperiode trat Zweytick per 15. Dezember 1994   in den Nationalrat ein. Mit 27. Oktober 2008 zog er sich aus der Parlamentsarbeit zurück.
Das Amt eines Bürgermeisters übte er bis zur Auflösung der Gemeinde Ratsch im Rahmen der steiermärkischen Gemeindestrukturreform per Ende 2014 aus. Seitdem war er Vizebürgermeister der neuen Gemeinde Ehrenhausen an der Weinstraße und wurde im August 2022 zum Bürgermeister gewählt.

## Politische Funktionen im Nationalrat
Johannes Zweytick war Mitglied im
- Ausschuss für Sportangelegenheiten
- Ausschuss für Wissenschaft und Forschung
- Wirtschaftsausschuss

## Auszeichnungen
- 2004: Großes Silbernes Ehrenzeichen für Verdienste um die Republik Österreich[2]